# Liste von Terroranschlägen im Jahr 1997
Die Liste von Terroranschlägen im Jahr 1997 enthält eine unvollständige Auswahl von Terroranschlägen, die im Jahr 1997 passierten. Attentate werden gesondert in der Liste bekannter Attentate behandelt. Die Liste von Sprengstoffanschlägen listet auch nichtterroristische Anschläge. Die Liste von Flugzeugentführungen enthält eine Liste mit meist terroristischem Hintergrund. Im Artikel Rechtsterrorismus werden weitere terroristische Anschläge aufgezählt.

## Erläuterung
In der Spalte Politische Ausrichtung ist die politische bzw. weltanschauliche Einordnung der Täter angegeben: faschistisch, rassistisch, nationalistisch, nationalsozialistisch, sozialistisch, kommunistisch, antiimperialistisch, islamistisch (schiitisch, sunnitisch, deobandisch, salafistisch, wahhabitisch), hinduistisch. Bei vorrangig auf staatliche Unabhängigkeit oder Autonomie zielender Ausrichtung ist autonomistisch vorangestellt, gefolgt von der Region oder der Volksgruppe und ggf. weiteren Merkmalen der Täter: armenisch, irisch (katholisch), kurdisch, tirolisch, tschetschenisch, dagestanisch, punjabisch (sikhistisch), palästinensisch.
Die Opferzahlen der Anschläge werden farbig dargestellt:

## Januar
| Datum/Beginn    | Betroffenes Land | Anschlag                            | Täter            | Politische Ausrichtung                  | Mittel         | Ziel              | Tote | Verletzte | Hintergrund                       |
| --------------- | ---------------- | ----------------------------------- | ---------------- | --------------------------------------- | -------------- | ----------------- | ---- | --------- | --------------------------------- |
| 04. Januar 1997 | Sri Lanka        | Anschlag in der Batticaloa          | LTTE             | autonomistisch, tamilisch-sozialistisch | Landmine       | Militärkonvoi     | 0    | 20        | Bürgerkrieg in Sri Lanka          |
| 05. Januar 1997 | Afghanistan      | Anschlag in Kabul                   |                  |                                         | Sprengstoff    | Markt             | 4    | 37        | Krieg in Afghanistan              |
| 07. Januar 1997 | Algerien         | Anschlag in Algier                  | Islamisten       | islamistisch                            | Autobombe      | Universität       | 13   | 100       | Algerischer Bürgerkrieg           |
| 16. Januar 1997 | Uganda           | Anschlag in Kitgum                  | LRA              | christlich                              |                | Dörfer            | 40   | 0         | LRA-Konflikt                      |
| 16. Januar 1997 | USA              | Anschlag in Atlanta                 | Army of God      | christlich-fundamentalistisch           | Sprengstoff    | Abtreibungsklinik | 0    | 6         |                                   |
| 18. Januar 1997 | Sri Lanka        | Anschlag in der Nord-Zentralprovinz | LTTE             | autonomistisch, tamilisch-sozialistisch | Mörser         | Polizeistation    | 22   | 18        | Bürgerkrieg in Sri Lanka          |
| 18. Januar 1997 | Algerien         | Anschlag in der Provinz Jijel       | Islamisten       | islamistisch                            |                | Dorf              | 36   | 0         | Algerischer Bürgerkrieg           |
| 18. Januar 1997 | Algerien         | Anschlag in der Provinz Jijel       | Islamisten       | islamistisch                            | Messer         | Moschee           | 49   | 0         | Algerischer Bürgerkrieg           |
| 19. Januar 1997 | Algerien         | Anschlag in Algier                  | Islamisten       | islamistisch                            | Sprengsatz     |                   | 42   | 60        | Algerischer Bürgerkrieg           |
| 19. Januar 1997 | Algerien         | Anschlag in Algier                  | Islamisten       | islamistisch                            | Autobombe      | Gewerbegebiet     | 23   | 100       | Algerischer Bürgerkrieg           |
| 20. Januar 1997 | Ruanda           | Anschlag in Ruhengeri               | Hutu-Extremisten |                                         | Schusswaffe(n) |                   | 24   | 0         | Völkermord in Ruanda              |
| 22. Januar 1997 | Algerien         | Anschlag in Boufarik                | Islamisten       | islamistisch                            | Sprengsatz     |                   | 7    | 60        | Algerischer Bürgerkrieg           |
| 25. Januar 1997 | Ruanda           | Anschlag in Ruhengeri               | Hutu-Extremisten |                                         |                | Dorf              | 20   | 9         | Völkermord in Ruanda              |
| 29. Januar 1997 | Zaire            | Anschlag nahe Goma                  |                  |                                         | Schusswaffe    | UN-Konvoi         | 1    | 0         |                                   |
| 29. Januar 1997 | Kolumbien        | Anschlag in Medellín                |                  |                                         | Sprengstoff    | Gebäude           | 4    | 40        | Bewaffneter Konflikt in Kolumbien |
| 31. Januar 1997 | Jugoslawien      | Anschlag in Loznica                 |                  |                                         | Sprengstoff    | Bar               | 0    | 10        | Jugoslawienkriege                 |

## Februar
| Datum/Beginn     | Betroffenes Land        | Anschlag                  | Täter                   | Politische Ausrichtung            | Mittel               | Ziel                           | Tote   | Verletzte | Hintergrund                           |
| ---------------- | ----------------------- | ------------------------- | ----------------------- | --------------------------------- | -------------------- | ------------------------------ | ------ | --------- | ------------------------------------- |
| Februar 1997     | Vereinigtes Königreich  | Anschlag in County Armagh | PIRA                    | autonomistisch, irisch-katholisch | Scharfschützengewehr | Kontrollpunkt                  | 1      | 1         | Nordirlandkonflikt                    |
| 02. Februar 1997 | Algerien                | Anschlag in Medea         | Islamisten              | islamistisch                      |                      | Dorf                           | 31     | 0         | Algerischer Bürgerkrieg               |
| 05. Februar 1997 | Deutschland             | Anschlag in Göppingen     |                         |                                   | Brandstiftung        | Türkisches Kulturzentrum       | 0      | 2         |                                       |
| 10. Februar 1997 | Bosnien und Herzegowina | Anschlag in Mostar        | Kroatische Extremisten  |                                   | Gewehr(e)            | Muslime                        | 1      | 22        | Jugoslawienkriege                     |
| 12. Februar 1997 | Algerien                | Anschlag in Medea         |                         |                                   |                      | Dorf                           | 64     | 0         | Algerischer Bürgerkrieg               |
| 20. Januar 1997  | Ruanda                  | Anschlag in Kibungo       |                         |                                   | Schusswaffe(n)       | Wohngebäude                    | 21     | 0         | Völkermord in Ruanda                  |
| 21. Februar 1997 | USA                     | Anschlag in Atlanta       | Army of God             | christlich-fundamentalistisch     | Sprengstoff          | Nachtclub                      | 0      | 4         |                                       |
| 23. Februar 1997 | USA                     | Anschlag in New York City | Ali Hassan Abu Kamal    |                                   | Schusswaffe          | Empire State Building          | 1 (+1) | 6         | Israelisch-Palästinensischer Konflikt |
| 23. Februar 1997 | Kolumbien               | Anschlag in Caquetá       |                         |                                   | Landmine             | Soldaten                       | 3      | 25        | Bewaffneter Konflikt in Kolumbien     |
| 25. Februar 1997 | China                   | Anschlag in Ürümqi        | Uigurische Separatisten | autonomistisch-uigurisch          | 3 Sprengsätze        | 3 Busse                        | 9      | 74        | Xinjiang-Konflikt                     |
| 25. Februar 1997 | Zaire                   | Anschlag in Kahima        | Tutsi-Rebellen          |                                   |                      | Katholische Ordensgemeinschaft | 11     | 0         |                                       |
| 26. Februar 1997 | Australien              | Anschlag in Sydney        |                         |                                   | Gas                  | Einkaufszentrum                | 0      | 4         |                                       |
| 27. Februar 1997 | Kolumbien               | Anschlag in Apartadó      | ELN                     | marxistisch-leninistisch          | Autobombe            | Hotel                          | 11     | 60        | Bewaffneter Konflikt in Kolumbien     |
| 28. Februar 1997 | Australien              | Anschlag in Sydney        |                         |                                   | Gas                  | Supermarkt                     | 0      | 19        |                                       |

## März
| Datum/Beginn  | Betroffenes Land   | Anschlag                      | Täter                              | Politische Ausrichtung                                                                   | Mittel               | Ziel                           | Tote   | Verletzte | Hintergrund                           |
| ------------- | ------------------ | ----------------------------- | ---------------------------------- | ---------------------------------------------------------------------------------------- | -------------------- | ------------------------------ | ------ | --------- | ------------------------------------- |
| 05. März 1997 | Jugoslawien        | Anschlag in Pristina          |                                    |                                                                                          | Sprengstoff          | Denkmal                        | 0      | 4         | Jugoslawienkriege                     |
| 07. März 1997 | China              | Anschlag in Peking            |                                    |                                                                                          | Sprengstoff          | Bus                            | 2      | 30        |                                       |
| 13. März 1997 | Israel / Jordanien | Anschlag in Island of Peace   | Ahmed Daqamseh                     |                                                                                          | Sturmgewehr          | Israelische Zivilisten         | 7      | 6         | Israelisch-Palästinensischer Konflikt |
| 13. März 1997 | Jamaika            | Anschlag in Kingston          |                                    |                                                                                          | Schusswaffe(n)       | Tanzsaal                       | 4      | 3         |                                       |
| 17. März 1997 | Algerien           | Anschlag in Algier            | Islamisten                         | islamistisch                                                                             | Autobombe            |                                | 4      | 30        | Algerischer Bürgerkrieg               |
| 19. März 1997 | Burundi            | Anschlag in Cibitoke          | Hutu-Extremisten                   |                                                                                          | Schusswaffe(n)       | Dorf                           | 135    | 140       | Völkermorde in Burundi                |
| 19. März 1997 | Algerien           | Anschlag in Medea             | Islamisten                         | islamistisch                                                                             | Messer               | Dorf                           | 32     | 0         | Algerischer Bürgerkrieg               |
| 21. März 1997 | Israel             | Anschlag in Petach Tikwa      | Hamas                              | palästinensisch-nationalistisch, sunnitisch-islamistisch, antizionistisch, antisemitisch | Selbstmordattentäter | Straßencafé                    | 3 (+1) | 47        | Israelisch-Palästinensischer Konflikt |
| 23. März 1997 | Bangladesch        | Anschlag in Chittagong        | Bangladesh Nationalist Party       | nationalistisch, konservativ                                                             |                      | Aktivisten                     | 1      | 98        |                                       |
| 25. März 1997 | Jugoslawien        | Anschlag in Klina             | UÇK                                | autonomistisch, albanisch-nationalistisch                                                | Schusswaffe(n)       | Serbisch-loyalistische Albaner | 2      | 1         | Jugoslawienkriege                     |
| 25. März 1997 | Burundi            | Anschlag in Bujumbura         | Tutsi-Extremisten                  |                                                                                          | Landmine             | Bus                            | 20     | 0         | Völkermorde in Burundi                |
| 27. März 1997 | Algerien           | Anschlag in Boumèrdes         | Islamisten                         | islamistisch                                                                             | Autobombe            |                                | 4      | 27        | Algerischer Bürgerkrieg               |
| 27. März 1997 | Algerien           | Anschlag in Algier            | Jihad Islamic League Front         |                                                                                          | Sprengsätze          | Restaurant                     | 4      | 27        | Algerischer Bürgerkrieg               |
| 29. März 1997 | Indien             | Anschlag in Jammu und Kashmir | vermutlich Muslimische Extremisten |                                                                                          | 2 Sprengsätze        | Bushaltestelle                 | 18     | 53        | Aufstand in Kaschmir                  |
| 30. März 1997 | Kambodscha         | Anschlag in Phnom Penh        |                                    |                                                                                          | Granate(n)           | FUNCINPEC-Kundgebung           | 16     | 119       |                                       |
| 31. März 1997 | Zaire              | Anschlag in Kinshasa          |                                    |                                                                                          | Sprengsatz           | Flughafen                      | 1      | 1         |                                       |

## April
| Datum/Beginn   | Betroffenes Land | Anschlag                | Täter                                     | Politische Ausrichtung                  | Mittel        | Ziel              | Tote | Verletzte | Hintergrund                       |
| -------------- | ---------------- | ----------------------- | ----------------------------------------- | --------------------------------------- | ------------- | ----------------- | ---- | --------- | --------------------------------- |
| 11. April 1997 | Algerien         | Anschlag in Batna       |                                           |                                         | Messer        | Dorf              | 22   | 0         | Algerischer Bürgerkrieg           |
| 12. April 1997 | Äthiopien        | Anschlag in Addis Abeba |                                           |                                         | Granaten      | Restaurants       | 2    | 84        |                                   |
| 14. April 1997 | Algerien         | Anschlag in Bechar      |                                           |                                         | Messer        | Dorf              | 36   | 0         | Algerischer Bürgerkrieg           |
| 14. April 1997 | Äthiopien        | Anschlag in Addis Abeba |                                           |                                         | Granate       | Supermarkt        | 0    | 33        |                                   |
| 16. April 1997 | Algerien         | Anschlag in Blida       |                                           |                                         | Sprengsätze   | Markt             | 7    | 26        | Algerischer Bürgerkrieg           |
| 17. April 1997 | Slowakei         | Anschlag in Bratislava  |                                           |                                         | Autobombe     |                   | 1    | 0         |                                   |
| 19. April 1997 | Burundi          | Anschlag in Kayanza     | CNDD                                      |                                         |               | Dorf              | 0    | 70        | Völkermorde in Burundi            |
| 25. April 1997 | Algerien         | Anschlag in Algier      |                                           |                                         | Sprengsatz    | Passagierzug      | 21   | 20        | Algerischer Bürgerkrieg           |
| 26. April 1997 | Bangladesch      | Anschlag in Dhaka       | Bangladesh Jamaat-e-Islami                | islamistisch                            | Brandstiftung | Universität       | 0    | 20        |                                   |
| 27. April 1997 | Sri Lanka        | Anschlag in Trincomalee | LTTE                                      | autonomistisch, tamilisch-sozialistisch |               | Militärpatrouille | 22   | 4         | Bürgerkrieg in Sri Lanka          |
| 29. April 1997 | USA              | Anschlag in Texas       | Richard Lance McLaren (Republic of Texas) | autonomistisch-texanisch                | Schusswaffe   | Zivilisten        | 0    | 0         |                                   |
| 29. April 1997 | Kolumbien        | Anschlag in Bolívar     |                                           |                                         | Messer        | Zivilisten        | 1    | 60        | Bewaffneter Konflikt in Kolumbien |

## Mai
| Datum/Beginn | Betroffenes Land | Anschlag              | Täter            | Politische Ausrichtung              | Mittel                | Ziel               | Tote | Verletzte | Hintergrund                  |
| ------------ | ---------------- | --------------------- | ---------------- | ----------------------------------- | --------------------- | ------------------ | ---- | --------- | ---------------------------- |
| 01. Mai 1997 | Litauen          | Anschlag in Vilnius   |                  |                                     | Sprengstoff           | Markt              | 1    | 0         |                              |
| 03. Mai 1997 | Spanien          | Anschlag in Zierbena  |                  |                                     | Schusswaffe           | Polizist           | 1    | 0         | Baskischer Konflikt          |
| 06. Mai 1997 | Algerien         | Anschlag in Algier    |                  |                                     | Sprengsätze           | Schulen            | 15   | 96        | Algerischer Bürgerkrieg      |
| 06. Mai 1997 | Jamaika          | Anschlag in Kingston  | JLP              | nationalistisch, konservativ        | Schusswaffe(n)        | Polizei            | 5    | 16        |                              |
| 11. Mai 1997 | Algerien         | Anschlag in Algier    |                  |                                     | Autobombe             |                    | 13   | 30        | Algerischer Bürgerkrieg      |
| 12. Mai 1997 | Zaire            | Anschlag in Goma      |                  |                                     | Bajonett, Schusswaffe | UNICEF-Mitarbeiter | 0    | 2         |                              |
| 15. Mai 1997 | Peru             | Anschlag in Lima      | Leuchtender Pfad | marxistisch-leninistisch-maoistisch | Autobombe             | Polizeistation     | 0    | 25        | Bewaffneter Konflikt in Peru |
| 16. Mai 1997 | Jugoslawien      | Anschlag in Skënderaj |                  |                                     | Schusswaffe(n)        | Polizeistreife     | 0    | 2         | Jugoslawienkriege            |
| 18. Mai 1997 | Burundi          | Anschlag in Cibitoke  |                  |                                     | Messer                | Kommunen           | 0    | 60        | Völkermorde in Burundi       |
| 21. Mai 1997 | Burundi          | Anschlag in Rutana    | Hutu-Extremisten |                                     |                       | Dorf               | 20   | 0         | Völkermorde in Burundi       |
| 22. Mai 1997 | Algerien         | Anschlag in Boufarik  |                  |                                     | Autobombe             |                    | 15   | 31        | Algerischer Bürgerkrieg      |
| 27. Mai 1997 | Indonesien       | Anschlag in Baucau    |                  |                                     |                       | Polizeikonvoi      | 2    | 40        |                              |

## Juni
| Datum/Beginn  | Betroffenes Land | Anschlag              | Täter                | Politische Ausrichtung                  | Mittel      | Ziel              | Tote | Verletzte | Hintergrund              |
| ------------- | ---------------- | --------------------- | -------------------- | --------------------------------------- | ----------- | ----------------- | ---- | --------- | ------------------------ |
| 01. Juni 1997 | Türkei           | Anschlag in Cizre     |                      |                                         | Sprengstoff | Polizisten        | 6    | 50        |                          |
| 01. Juni 1997 | Algerien         | Anschlag in Algier    |                      |                                         | Sprengsätze | Busse             | 8    | 77        | Algerischer Bürgerkrieg  |
| 02. Juni 1997 | Albanien         | Anschlag in Tirana    |                      |                                         | Sprengstoff | Café              | 0    | 20        |                          |
| 08. Juni 1997 | Jugoslawien      | Anschlag in Belgrad   | Neonazis             | neonazistisch                           |             | Auswanderer (USA) | 0    | 1         | Jugoslawienkriege        |
| 10. Juni 1997 | Sri Lanka        | Anschlag in Vavuniya  | LTTE                 | autonomistisch, tamilisch-sozialistisch | Artillerie  | Dorf              | 3    | 25        | Bürgerkrieg in Sri Lanka |
| 16. Juni 1997 | Sri Lanka        | Anschlag im Osten     | LTTE                 | autonomistisch, tamilisch-sozialistisch | Paketbombe  | Markt             | 0    | 25        | Bürgerkrieg in Sri Lanka |
| 18. Juni 1997 | Indien           | Anschlag in Pulwama   |                      |                                         | Sprengstoff | Bushaltestelle    | 0    | 39        | Aufstand in Kaschmir     |
| 19. Juni 1997 | Algerien         | Anschlag in Algier    | Muslimische Rebellen |                                         | Sprengsatz  | Kino              | 2    | 20        | Algerischer Bürgerkrieg  |
| 25. Juni 1997 | Algerien         | Anschlag in Algier    |                      |                                         | Sprengsätze | Zug               | 0    | 40        | Algerischer Bürgerkrieg  |
| 26. Juni 1997 | Algerien         | Anschlag in Medea     | Muslimische Rebellen |                                         | Messer      | Dorf              | 22   | 0         | Algerischer Bürgerkrieg  |
| 26. Juni 1997 | Algerien         | Anschlag in Algier    |                      |                                         | Sprengsatz  | Minibus           | 3    | 20        | Algerischer Bürgerkrieg  |
| 30. Juni 1997 | Pakistan         | Anschlag nahe Sialkot |                      |                                         | Sprengstoff | Bus               | 8    | 21        |                          |

## Juli
| Datum/Beginn  | Betroffenes Land | Anschlag                   | Täter                    | Politische Ausrichtung                                                                   | Mittel                 | Ziel                     | Tote | Verletzte | Hintergrund                           |
| ------------- | ---------------- | -------------------------- | ------------------------ | ---------------------------------------------------------------------------------------- | ---------------------- | ------------------------ | ---- | --------- | ------------------------------------- |
| 01. Juli 1997 | Philippinen      | Anschlag in Manila         |                          |                                                                                          | Granate                | Markt                    | 1    | 27        | Moro-Konflikt                         |
| 03. Juli 1997 | Uganda           | Anschlag in Western Region |                          |                                                                                          |                        | Dorf                     | 58   | 0         | ADF-Konflikt                          |
| 04. Juli 1997 | Algerien         | Anschlag in Medea          |                          |                                                                                          |                        | Dorf                     | 27   | 0         | Algerischer Bürgerkrieg               |
| 05. Juli 1997 | Kambodscha       | Anschlag in Phnom Penh     | CPP                      |                                                                                          | Schusswaffe(n)         | FUNCINPEC-Anlage         | 48   | 118       |                                       |
| 06. Juli 1997 | Kolumbien        | Anschlag in Arauca         | ELN                      | marxistisch-leninistisch                                                                 | Schusswaffe(n)         | Helikopter               | 21   | 2         | Bewaffneter Konflikt in Kolumbien     |
| 07. Juli 1997 | Indien           | Anschlag in Manipur        | Chin-Extremisten         |                                                                                          | Schusswaffe(n)         | Dorf                     | 25   | 5         | Aufstand im Nordosten Indiens         |
| 07. Juli 1997 | Westsahara       | Anschlag in Mahbes         |                          |                                                                                          | Landmine               | Italienische UN-Soldaten | 0    | 1         |                                       |
| 08. Juli 1997 | Indien           | Anschlag nahe Bathinda     |                          |                                                                                          | Sprengstoff            | Passagierzug             | 39   | 67        |                                       |
| 09. Juli 1997 | Algerien         | Anschlag in Algier         |                          |                                                                                          | Sprengstoff            | Kino                     | 0    | 20        | Algerischer Bürgerkrieg               |
| 09. Juli 1997 | Georgien         | Anschlag in Abchasien      | Abchasische Separatisten | autonomistisch-abchasisch                                                                |                        | Guerillas                | 20   | 0         | Abchasisch-Georgischer Konflikt       |
| 14. Juli 1997 | Algerien         | Anschlag in Algier         |                          |                                                                                          | Sprengstoff            | Markt                    | 21   | 40        | Algerischer Bürgerkrieg               |
| 19. Juli 1997 | Algerien         | Anschlag in Tlemcen        |                          |                                                                                          | Sprengstoff            | Café(s)                  | 2    | 60        | Algerischer Bürgerkrieg               |
| 19. Juli 1997 | Kolumbien        | Anschlag in Meta           |                          |                                                                                          | Messer                 | Dorf                     | 30   | 0         | Bewaffneter Konflikt in Kolumbien     |
| 21. Juli 1997 | Spanien          | Anschlag in Oviedo         |                          |                                                                                          | Panzerfaust            | Polizeistation           | 0    | 1         | Baskischer Konflikt                   |
| 21. Juli 1997 | Deutschland      | Anschlag in Essen          |                          |                                                                                          | Brandstiftung          | Asylbewerberheim         | 0    | 21        |                                       |
| 21. Juli 1997 | Algerien         | Anschlag in Blida          | Islamisten               | islamistisch                                                                             | Messer                 | Dörfer                   | 94   | 0         | Algerischer Bürgerkrieg               |
| 24. Juli 1997 | Slowakei         | Anschlag in Bratislava     |                          |                                                                                          | Sprengstoff            | Parteitreffen            | 1    | 0         |                                       |
| 27. Juli 1997 | Algerien         | Anschlag in Ain Temouchent |                          |                                                                                          | Messer                 | Dorf                     | 22   | 0         | Algerischer Bürgerkrieg               |
| 27. Juli 1997 | Algerien         | Anschlag in Blida          |                          |                                                                                          | Granate                | Dorf                     | 44   | 0         | Algerischer Bürgerkrieg               |
| 30. Juli 1997 | Israel           | Anschlag in Jerusalem      | Hamas                    | palästinensisch-nationalistisch, sunnitisch-islamistisch, antizionistisch, antisemitisch | 2 Selbstmordattentäter | Markt                    | 15   | 170       | Israelisch-Palästinensischer Konflikt |
| 30. Juli 1997 | Uganda           | Anschlag in Kampala        |                          |                                                                                          | Granaten               | Zivilisten               | 16   | 80        |                                       |
| 30. Juli 1997 | Algerien         | Anschlag in Blida          |                          |                                                                                          |                        | Zivilisten               | 20   | 0         | Algerischer Bürgerkrieg               |
| 31. Juli 1997 | Algerien         | Anschlag in Ain Temouchent | Islamisten               | islamistisch                                                                             | Messer                 | Dorf                     | 38   | 12        | Algerischer Bürgerkrieg               |

## August
| Datum/Beginn    | Betroffenes Land | Anschlag                    | Täter                           | Politische Ausrichtung                          | Mittel           | Ziel                       | Tote | Verletzte | Hintergrund                       |
| --------------- | ---------------- | --------------------------- | ------------------------------- | ----------------------------------------------- | ---------------- | -------------------------- | ---- | --------- | --------------------------------- |
| 03. August 1997 | Algerien         | Anschlag in Ain Defla       |                                 |                                                 |                  | Dorf                       | 76   | 0         | Algerischer Bürgerkrieg           |
| 04. August 1997 | Jugoslawien      | Anschlag in Skënderaj       |                                 |                                                 | Schusswaffe      | Polizeifahrzeug            | 0    | 3         | Jugoslawienkriege                 |
| 04. August 1997 | Jugoslawien      | Anschlag in Gornja Klina    |                                 |                                                 | Schusswaffe      | Polizist(en), Zivilist(en) | 0    | 3         | Jugoslawienkriege                 |
| 06. August 1997 | Pakistan         | Anschlag in Multan          |                                 |                                                 | Sprengstoff      | Moschee                    | 3    | 30        |                                   |
| 07. August 1997 | Algerien         | Anschlag in Medea           |                                 |                                                 | Messer           | Dorf                       | 21   | 0         | Algerischer Bürgerkrieg           |
| 08. August 1997 | Deutschland      | Anschlag in Friedrichshafen | Neonazis                        | neonazistisch                                   | Baseballschläger | Camper                     | 0    | 2         |                                   |
| 08. August 1997 | Algerien         | Anschlag in El Djelfa       |                                 |                                                 | Sprengstoff      | Moschee                    | 10   | 20        | Algerischer Bürgerkrieg           |
| 11. August 1997 | Algerien         | Anschlag in Algier          | Islamisten                      | islamistisch                                    |                  | Dorf                       | 28   | 0         | Algerischer Bürgerkrieg           |
| 11. August 1997 | Algerien         | Anschlag in Ain Defla       |                                 |                                                 | Messer           | Dorf                       | 29   | 0         | Algerischer Bürgerkrieg           |
| 14. August 1997 | Somalia          | Anschlag in Galguduud       | RRA                             | autonomistisch                                  | Schusswaffe(n)   | Milizkonvoi                | 30   | 0         | Somalischer Bürgerkrieg           |
| 17. Mai 1997    | Philippinen      | Anschlag in Cagayan de Oro  |                                 |                                                 | Sprengstoff      | Bushaltestelle             | 3    | 39        |                                   |
| 18. August 1997 | Kolumbien        | Anschlag in Bogotá          |                                 |                                                 | Granate          | Restaurant                 | 2    | 27        | Bewaffneter Konflikt in Kolumbien |
| 19. August 1997 | Algerien         | Anschlag in Djelfa          |                                 |                                                 | Messer           | Dorf                       | 20   | 0         | Algerischer Bürgerkrieg           |
| 20. August 1997 | Nigeria          | Anschlag in Osun            | Modakeke-Extremisten            |                                                 | Schusswaffe(n)   | Dörfer                     | 64   | 0         | Kommunale Konflikte in Nigeria    |
| 20. August 1997 | Algerien         | Anschlag in Medea           |                                 |                                                 | Schusswaffe(n)   | Dorf                       | 3    | 22        | Algerischer Bürgerkrieg           |
| 21. August 1997 | Ruanda           | Anschlag nahe Gisenyi       | Hutu-Extremisten                |                                                 | Messer           | Flüchtlingslager           | 124  | 0         | Völkermord in Ruanda              |
| 21. August 1997 | Algerien         | Anschlag in Blida           |                                 |                                                 | Messer           | Dorf                       | 64   | 0         | Algerischer Bürgerkrieg           |
| 21. August 1997 | Komoren          | Anschlag in Fomboni         | Separatisten                    | autonomistisch                                  | Brandstiftung    | Gebäude                    | 0    | 2         |                                   |
| 23. August 1997 | Algerien         | Anschlag in Djelfa          |                                 |                                                 | Messer           | Dorf                       | 20   | 0         | Algerischer Bürgerkrieg           |
| 23. August 1997 | Algerien         | Anschlag in Blida           |                                 |                                                 | Sprengstoff      | Zug                        | 8    | 28        | Algerischer Bürgerkrieg           |
| 24. August 1997 | Algerien         | Anschlag in Oran            |                                 |                                                 | Schusswaffe(n)   | Dorf                       | 30   | 0         | Algerischer Bürgerkrieg           |
| 24. August 1997 | Gabun            | Anschlag in Bakoumba        | Convention of Liberal Reformers |                                                 | Schusswaffe      | Politische Aktivisten      | 4    | 0         |                                   |
| 24. August 1997 | Algerien         | Anschlag in Tissemsilt      |                                 |                                                 | Messer           | Dorf                       | 24   | 0         | Algerischer Bürgerkrieg           |
| 25. August 1997 | Algerien         | Anschlag in Algier          |                                 |                                                 | Sprengstoff      | Markt                      | 4    | 49        | Algerischer Bürgerkrieg           |
| 26. August 1997 | Indien           | Anschlag in Srinagar        |                                 |                                                 | Sprengstoff      | Bus                        | 0    | 25        | Aufstand in Kaschmir              |
| 27. August 1997 | Somalia          | Anschlag in Baidoa          | RRA                             | autonomistisch                                  |                  | Lager                      | 17   | 29        | Somalischer Bürgerkrieg           |
| 28. August 1997 | Algerien         | Anschlag in Algier          |                                 |                                                 | Sprengstoff      | Moschee                    | 8    | 22        | Algerischer Bürgerkrieg           |
| 28. August 1997 | Algerien         | Anschlag in Muaskar         |                                 |                                                 | Messer           | Dorf                       | 21   | 0         | Algerischer Bürgerkrieg           |
| 28. August 1997 | Algerien         | Anschlag in Blida           |                                 |                                                 | Messer           | Dorf                       | 256  | 194       | Algerischer Bürgerkrieg           |
| 31. August 1997 | Kolumbien        | Anschlag in Putumayo        | FARC-EP                         | marxistisch-leninistisch, links-nationalistisch | Schusswaffe(n)   | Dorf                       | 24   | 5         | Bewaffneter Konflikt in Kolumbien |

## September
| Datum/Beginn       | Betroffenes Land        | Anschlag                | Täter                             | Politische Ausrichtung                                             | Mittel                         | Ziel             | Tote | Verletzte | Hintergrund                           |
| ------------------ | ----------------------- | ----------------------- | --------------------------------- | ------------------------------------------------------------------ | ------------------------------ | ---------------- | ---- | --------- | ------------------------------------- |
| 03. September 1997 | Philippinen             | Anschlag in Manila      | Filipino Soldiers for the Country |                                                                    | Granaten                       | Bushaltestelle   | 6    | 120       |                                       |
| 03. September 1997 | Algerien                | Anschlag in Ain Defla   |                                   |                                                                    | Messer                         | Dorf             | 22   | 0         | Algerischer Bürgerkrieg               |
| 04. September 1997 | Israel                  | Anschlag in Jerusalem   |                                   |                                                                    | Selbstmordattentäter           | Fußgängerzone    | 7    | 192       | Israelisch-Palästinensischer Konflikt |
| 05. September 1997 | Algerien                | Anschlag in Algier      |                                   |                                                                    | Messer                         | Dorf             | 50   | 60        | Algerischer Bürgerkrieg               |
| 05. September 1997 | Spanien                 | Anschlag in Basauri     | vermutlich ETA                    | autonomistisch, baskisch-nationalistisch, marxistisch-leninistisch | Autobombe                      | Polizeifahrzeug  | 1    | 0         | Baskischer Konflikt                   |
| 09. September 1997 | Sri Lanka               | Anschlag in Trincomalee | LTTE                              | autonomistisch, tamilisch-sozialistisch                            | Panzerfäuste                   | COSCO-Schiff     | 37   | 10        | Bürgerkrieg in Sri Lanka              |
| 14. September 1997 | Türkei                  | Anschlag in Gaziantep   |                                   |                                                                    | Sprengstoff                    | Verlag           | 0    | 25        |                                       |
| 18. September 1997 | Bangladesch             | Anschlag in Dhaka       | BNP                               | bangladeschisch-nationalistisch, konservativ                       | Sprengstoff                    | Polizei          | 0    | 101       |                                       |
| 18. September 1997 | Bosnien und Herzegowina | Anschlag in Mostar      |                                   |                                                                    | Sprengstoff                    | Polizeistation   | 0    | 36        | Jugoslawienkriege                     |
| 18. September 1997 | Ägypten                 | Anschlag in Kairo       |                                   |                                                                    | Schusswaffen, Molotowcocktails | Touristen, Bus   | 10   | 26 (+2)   |                                       |
| 21. September 1997 | Algerien                | Anschlag in Medea       |                                   |                                                                    |                                | Dorf             | 53   | 0         | Algerischer Bürgerkrieg               |
| 22. September 1997 | Algerien                | Anschlag in Algier      |                                   |                                                                    | Messer                         | Dorf             | 85   | 67        | Algerischer Bürgerkrieg               |
| 25. September 1997 | Burundi                 | Anschlag in Bubanza     |                                   |                                                                    |                                | Flüchtlingslager | 20   | 2         | Völkermorde in Burundi                |
| 28. September 1997 | Algerien                | Anschlag in Blida       |                                   |                                                                    | Messer                         | Dorf             | 48   | 0         | Algerischer Bürgerkrieg               |
| 30. September 1997 | Algerien                | Anschlag in Blida       |                                   |                                                                    | Messer                         | Familie          | 52   | 0         | Algerischer Bürgerkrieg               |

## Oktober
| Datum/Beginn     | Betroffenes Land | Anschlag                           | Täter                     | Politische Ausrichtung                    | Mittel                                           | Ziel               | Tote | Verletzte | Hintergrund              |
| ---------------- | ---------------- | ---------------------------------- | ------------------------- | ----------------------------------------- | ------------------------------------------------ | ------------------ | ---- | --------- | ------------------------ |
| 01. Oktober 1997 | Indien           | Anschlag in Ghaziabad              |                           |                                           | Sprengstoff                                      | Zug                | 2    | 20        |                          |
| 01. Oktober 1997 | Indien           | Anschlag in Delhi                  |                           |                                           | Sprengstoff                                      | Festivalprozession | 0    | 27        |                          |
| 01. Oktober 1997 | China            | Anschlag in Kuytun                 | Uigurische Separatisten   | autonomistisch-uigurisch                  | Sprengstoff                                      | Regierungsgebäude  | 22   | 0         | Xinjiang-Konflikt        |
| 03. Oktober 1997 | Algerien         | Anschlag in Blida                  |                           |                                           | Artillerie                                       | Stadt              | 12   | 85        | Algerischer Bürgerkrieg  |
| 03. Oktober 1997 | Algerien         | Anschlag in Algier                 |                           |                                           | Messer                                           | Dorf               | 38   | 0         | Algerischer Bürgerkrieg  |
| 04. Oktober 1997 | Algerien         | Anschlag in Blida                  |                           |                                           |                                                  | Dorf               | 30   | 0         | Algerischer Bürgerkrieg  |
| 11. Oktober 1997 | Spanien          | Anschlag in Donostia-San Sebastián |                           |                                           | Autobombe                                        | Polizei            | 0    | 3         | Baskischer Konflikt      |
| 12. Oktober 1997 | Spanien          | Anschlag in Bilbao                 |                           |                                           | Brandstiftung                                    | Polizei            | 0    | 2         | Baskischer Konflikt      |
| 13. Oktober 1997 | Algerien         | Anschlag in der Provinz Tlemcen    |                           |                                           | Messer                                           | Passagierbusse     | 41   | 15        | Algerischer Bürgerkrieg  |
| 13. Oktober 1997 | Ägypten          | Anschlag in al-Minya               | al-Dschamāʿa al-islāmiyya | ´sunnitisch-islamistisch                  | Schusswaffen                                     | Polizisten         | 33   | 0         |                          |
| 14. Oktober 1997 | Ruanda           | Anschlag in Gisenyi                | Hutu-Extremisten          |                                           |                                                  | Dorf               | 37   | 14        | Völkermord in Ruanda     |
| 15. Oktober 1997 | Sri Lanka        | Anschlag in Colombo                | LTTE                      | autonomistisch, tamilisch-sozialistisch   | Selbstmordattentäter mit Autobombe, Panzerfäuste | World Trade Center | 15   | 105       | Bürgerkrieg in Sri Lanka |
| 16. Oktober 1997 | Jugoslawien      | Anschlag in Klincina               | UÇK                       | autonomistisch, albanisch-nationalistisch | Schusswaffe                                      | Polizeistation     | 1    | 0         | Jugoslawienkriege        |
| 17. Oktober 1997 | Uganda           | Anschlag in Western Region         | ADF                       | islamistisch                              |                                                  | Dorf/Dörfer        | 28   | 0         | ADF-Konflikt             |
| 18. Oktober 1997 | Indien           | Anschlag in Neu-Delhi              | Shaheed Khalsa Force      |                                           | Sprengstoff                                      |                    | 2    | 42        |                          |
| 19. Oktober 1997 | Niger            | Anschlag in Aderbissinat           | FARS                      | autonomistisch                            | Schusswaffen                                     | Dorf               | 27   | 0         |                          |
| 26. Oktober 1997 | Indien           | Anschlag in Neu-Delhi              |                           |                                           | Sprengstoff                                      | Markt/Märkte       | 2    | 64        |                          |
| 27. Oktober 1997 | Burundi          | Anschlag in Muramvya               |                           |                                           | Landmine                                         | Fahrzeug           | 9    | 47        | Völkermorde in Burundi   |
| 29. Oktober 1997 | Pakistan         | Anschlag in Peschawar              |                           |                                           | Sprengstoff                                      | Hochzeit           | 10   | 32        |                          |

## November
| Datum/Beginn      | Betroffenes Land | Anschlag               | Täter                      | Politische Ausrichtung                                 | Mittel                                   | Ziel                                                           | Tote | Verletzte | Hintergrund             |
| ----------------- | ---------------- | ---------------------- | -------------------------- | ------------------------------------------------------ | ---------------------------------------- | -------------------------------------------------------------- | ---- | --------- | ----------------------- |
| 07. November 1997 | Irak             | Anschlag in Erbil      | PKK                        | autonomistisch, kurdisch-sozialistisch                 |                                          | Milizposten                                                    | 57   | 0         |                         |
| 07. November 1997 | Algerien         | Anschlag in Laghouat   |                            |                                                        | Messer                                   |                                                                | 22   | 0         | Algerischer Bürgerkrieg |
| 07. November 1997 | Indien           | Anschlag in Tripura    | vermutlich NLFT            | autonomistisch, tripurisch-nationalistisch, christlich | Landmine                                 | Grenzsoldaten in Lkws                                          | 20   |           | Tripura-Konflikt        |
| 11. November 1997 | Somalia          | Anschlag in Bakool     | RRA                        | autonomistisch                                         |                                          | Miliz                                                          | 12   | 23        | Somalischer Bürgerkrieg |
| 14. November 1997 | Algerien         | Anschlag in Algier     |                            |                                                        | Sprengstoff                              | Moschee                                                        | 2    | 37        | Algerischer Bürgerkrieg |
| 17. November 1997 | Ruanda           | Anschlag in Ruhengeri  | Hutu-Extremisten           |                                                        |                                          | Dorf                                                           | 27   | 0         | Völkermord in Ruanda    |
| 17. November 1997 | Ruanda           | Anschlag in Gisenyi    | Hutu-Extremisten           |                                                        |                                          | Gefängnis                                                      | 300  | 0         | Völkermord in Ruanda    |
| 17. November 1997 | Ägypten          | Anschlag von Luxor     | al-Dschamāʿa al-islāmiyya  | sunnitisch-islamistisch                                | Automatische Schusswaffen, Metzgermesser | Touristen, Totentempel der Hatschepsut, Polizisten, Zivilisten | 62   | 26 (+1)   |                         |
| 19. November 1997 | Indien           | Anschlag in Hyderabad  |                            |                                                        | Autobombe                                | Filmpremiere, Journalisten                                     | 23   | 31        |                         |
| 20. November 1997 | Mexiko           | Anschläge in Chiapas   | PRI                        | revolutionär-nationalistisch                           | Schusswaffen                             | Dorf/Dörfer                                                    | 90   | 0         |                         |
| 25. November 1997 | Bangladesch      | Anschlag in Rajshahi   | Bangladesh Jamaat-e-Islami | islamistisch                                           | Sprengstoff                              | Aktivisten                                                     | 0    | 20        |                         |
| 27. November 1997 | Algerien         | Anschlag in Blida      |                            |                                                        | Messer                                   |                                                                | 25   | 0         | Algerischer Bürgerkrieg |
| 29. November 1997 | Bangladesch      | Anschlag in Chittagong | Awami-Liga                 | sozialdemokratisch, bengali-nationalistisch            | Schusswaffen                             | Streikende                                                     | 3    | 80        |                         |
| 30. November 1997 | Indien           | Anschlag in Neu-Delhi  |                            |                                                        | Sprengstoff                              |                                                                | 4    | 116       |                         |
| 30. November 1997 | Algerien         | Anschlag in Tiaret     |                            |                                                        | Schusswaffen                             | Dorf                                                           | 29   | 0         | Algerischer Bürgerkrieg |

## Dezember
| Datum/Beginn      | Betroffenes Land       | Anschlag                            | Täter               | Politische Ausrichtung                  | Mittel         | Ziel                      | Tote | Verletzte | Hintergrund                       |
| ----------------- | ---------------------- | ----------------------------------- | ------------------- | --------------------------------------- | -------------- | ------------------------- | ---- | --------- | --------------------------------- |
| 01. Dezember 1997 | Indien                 | Anschlag in Bihar                   | Ranvir Sena         |                                         | Schusswaffen   | Marxistische Dorfbewohner | 60   | 0         | Naxalitenaufstand                 |
| 02. Dezember 1997 | Jamaika                | Anschlag in Kingston                |                     |                                         | Schusswaffe    | JLP-Konvoi                | 0    | 8         |                                   |
| 02. Dezember 1997 | Nigeria                | Anschlag in Osun                    | Modakeke-Aktivisten |                                         | Schusswaffen   | Ife-Aktivisten            | 20   | 0         | Kommunale Konflikte in Nigeria    |
| 05. Dezember 1997 | Indien                 | Anschlag in Churachandpur           |                     |                                         | Schusswaffen   | Militärkonvoi             | 25   | 15        |                                   |
| 06. Dezember 1997 | Indien                 | Anschlag in Tamil Nadu              |                     |                                         | Sprengstoff    | Züge                      | 30   | 225       |                                   |
| 09. Dezember 1997 | Sri Lanka              | Anschlag in Batticaloa              | LTTE                | autonomistisch, tamilisch-sozialistisch | Granate(n)     | Markt                     | 4    | 28        | Bürgerkrieg in Sri Lanka          |
| 10. Dezember 1997 | Ruanda                 | Anschlag in Gisenyi                 | Hutu-Extremisten    |                                         | Messer         | Flüchtlingslager          | 271  | 227       | Völkermord in Ruanda              |
| 17. Dezember 1997 | Kolumbien              | Anschlag in Antioquia               | ACCU                |                                         | Schusswaffen   | Dorf/Dörfer               | 280  | 0         | Bewaffneter Konflikt in Kolumbien |
| 18. Dezember 1997 | Algerien               | Anschlag in Blida                   |                     |                                         | Messer         | Dorf                      | 31   | 17        | Algerischer Bürgerkrieg           |
| 18. Dezember 1997 | Algerien               | Anschlag in Bouira                  |                     |                                         | Messer         | Dorf                      | 30   | 0         | Algerischer Bürgerkrieg           |
| 19. Dezember 1997 | Ruanda                 | Anschlag nahe Gisenyi               | Hutu-Extremisten    |                                         |                | Flüchtlingslager          | 54   | 0         | Völkermord in Ruanda              |
| 19. Dezember 1997 | Algerien               | Anschlag in Blida                   |                     |                                         | Sprengstoff    | Markt                     | 4    | 21        | Algerischer Bürgerkrieg           |
| 22. Dezember 1997 | Mexiko                 | Anschlag in Chiapas                 |                     |                                         | Schusswaffen   | Zivilisten                | 45   | 0         |                                   |
| 22. Dezember 1997 | Ruanda                 | Anschlag in Kigali                  | Hutu-Extremisten    |                                         | Schusswaffen   | Dorf                      | 21   | 0         | Völkermord in Ruanda              |
| 26. Dezember 1997 | Algerien               | Anschlag in Boumerdes               |                     |                                         | Äxte           | Dorf                      | 21   | 0         | Algerischer Bürgerkrieg           |
| 29. Dezember 1997 | Somalia                | Anschlag in Huddur                  | RRA                 | autonomistisch                          | Schusswaffe(n) | Miliz                     | 25   | 35        | Somalischer Bürgerkrieg           |
| 29. Dezember 1997 | Algerien               | Anschlag in Medea                   |                     |                                         |                | Zivilisten                | 20   | 0         | Algerischer Bürgerkrieg           |
| 30. Dezember 1997 | Indien                 | Anschlag in Neu-Delhi               |                     |                                         | Sprengstoff    | Bus                       | 4    | 24        |                                   |
| 30. Dezember 1997 | Algerien               | Anschläge in Ain Defla und Relizane |                     |                                         | Messer         | Dörfer                    | 412  | 0         | Algerischer Bürgerkrieg           |
| 31. Dezember 1997 | Vereinigtes Königreich | Anschlag in Belfast                 | LVF                 | protestantisch-unionistisch             | Schusswaffe    | Bar                       | 1    | 5         | Nordirlandkonflikt                |